# Провулок Князя Володимира Ольґердовича
Прову́лок Кня́зя Володи́мира Ольґе́рдовича — провулок у Солом'янському районі міста Києва, місцевість Совки. Пролягає від Крутогірної до Червоної вулиці.
Прилучаються Рибна вулиця та Добросусідський провулок.

## Історія
Значна частина провулку (між Рибною та Червоною вулицями) виникла та була забудована у 2-й половині 1930-х років, початковий відтинок — прокладений та забудований вже у 2-й половині 1940-х років. Первісна назва — 36-та Нова вулиця. З 1955 року отримав назву Червоний провулок. 
Сучасна назва на честь князя Володимира Ольгердовича — з 2022 року, через розташування у цій місцевості його заміського двору Володимерка.